# Josef Schwarz (Politiker, 1910)
Josef „Sepp“ Schwarz (* 6. April 1910 in Witkowitz; † 1. März 1985 in Stuttgart) war ein deutscher Politiker (GB/BHE, GDP, CDU).

## Leben und Beruf
Schwarz besuchte die Volks- und Bürgerschule in seiner Heimat. Nach der Schule machte er eine Ausbildung in einer Porzellanfabrik. 1930 wurde er Angestellter beim Bund der Deutschen in der Tschechoslowakei, wo er auch Redakteur dessen Verbandszeitschrift war. 1937 wurde Schwarz Stellvertretender Hauptgeschäftsführer des Volksbunds der Deutschen in der Tschechoslowakei, bevor er 1940 in den Kriegsdienst eingezogen wurde. Zum 1. November 1938 war er der NSDAP beigetreten.
Nach dem Zweiten Weltkrieg musste Schwarz seine Heimat verlassen und kam nach Baden-Württemberg, wo er 1948 Chefredakteur der Zeitungen Unsere Heimat und der Wochenzeitung Ost-West-Kurier wurde.

## Partei und Ämter
Politisch engagierte sich Schwarz in der Partei GB/BHE, für die er in den Gemeinderat der Stadt Weilheim an der Teck und ab 1959 in den Kreistag des Landkreises Nürtingen einzog. 
Schon 1950 war Schwarz für den GB-BHE für zwei Jahre als Abgeordneter in den Landtag von Württemberg-Baden eingezogen. Im Oktober 1953 rückte Schwarz für den Abgeordneten Adolf Samwer ebenfalls für den GB-BHE in den Landtag von Baden-Württemberg nach. Bei der Landtagswahl 1956 konnte er dort sein Mandat verteidigen. Nach der Landtagswahl 1960, bei welcher er erneut in das Parlament einzog, holte Ministerpräsident Kurt Georg Kiesinger Schwarz im Juli 1960 in sein Kabinett und übertrug ihm die Aufgaben eines Staatssekretärs für Vertriebene, Flüchtlinge und Kriegsgeschädigte.
Ab dem 16. April 1961 gehörte Schwarz der Gesamtdeutschen Partei (GDP) an, in welcher der GB-BHE aufgegangen war. Am 20. Januar 1964 trat Schwarz zur CDU über. Damit war seine Partei GDP nicht mehr in der Landesregierung vertreten, die zum reinen CDU-FDP/DVP-Kabinett wurde. Bei der Landtagswahl am 26. April 1964 erhielt Schwarz jedoch kein Mandat mehr. Er blieb aber weiterhin Staatssekretär für Vertriebene, Flüchtlinge und Kriegsgeschädigte im zweiten Kabinett unter Ministerpräsident Kurt Georg Kiesinger. Dieses Amt, das ab 1964 dem Innenministerium zugeordnet war, hatte Schwarz noch bis Dezember 1966 inne. Kiesingers Nachfolger Hans Filbinger ernannte dann aber zunächst keinen direkten Nachfolger für Schwarz. Erst nach der Landtagswahl 1968 berief Filbinger Schwarz erneut zum Staatssekretär für Vertriebene, Flüchtlinge und Kriegsgeschädigte. Dieses Amt übte Schwarz dann bis zum Ende der Legislaturperiode 1972 aus. Sein Nachfolger wurde Staatssekretär Karl Mocker.

## Ehrungen
Schwarz erhielt 1966 die Verfassungsmedaille in Gold, 1975 die Verdienstmedaille des Landes Baden-Württemberg und 1980 die Heimatmedaille des Landes Baden-Württemberg.

## Familie und Privates
Schwarz war seit 1936 verheiratet mit Mimi geborene Böhm und hatte zwei Töchter und einen Sohn.